# Uromyces ervi
Uromyces ervi ist eine Ständerpilzart aus der Ordnung der Rostpilze (Pucciniales). Der Pilz ist ein Endoparasit von Wicken. Symptome des Befalls durch die Art sind Rostflecken und Pusteln auf den Blattoberflächen der Wirtspflanzen. Sie ist holarktisch verbreitet.

## Merkmale

### Makroskopische Merkmale
Uromyces ervi ist mit bloßem Auge nur anhand der auf der Oberfläche des Wirtes hervortretenden Sporenlager zu erkennen. Sie wachsen in Nestern, die als gelbliche bis braune Flecken und Pusteln auf den Blattoberflächen erscheinen.

### Mikroskopische Merkmale
Das Myzel von Uromyces ervi wächst wie bei allen Uromyces-Arten interzellulär und bildet Saugfäden, die in das Speichergewebe des Wirtes wachsen. Ihre Spermogonien wachsen oberseitig in kleinen Gruppen auf den Wirtsblättern. Die blattunterseitig in Gruppen um die Spermogonien oder einzeln wachsenden Aecien der Art sind kurz und becherförmig. Ihre gelblich Aeciosporen sind 18–22 × 15–19 µm groß, kugelig und warzig. Die beidseitig, an Blattstielen und Stängeln wachsenden Uredien des Pilzes sind hell zimtbraun und selten. Die gelblichen bis goldenen Uredosporen sind 23–26 × 19–22 µm groß, eiförmig bis breitellipsoid und stachelwarzig. Die an Blattstielen und Stängeln wachsenden Telien der Art sind schwarzbraun, kompakt, zusammenfließend und unbedeckt. Die kastanienbraunen Teliosporen sind einzellig, in der Regel eiförmig bis langellipsoid, glatt und meist 22–30 × 17–21 µm groß. Ihre Stiele sind farblos und bis zu 80 µm lang.

## Verbreitung
Das bekannte Verbreitungsgebiet von Uromyces ervi reicht von Nova Scotia bis nach Europa.

## Ökologie
Die Wirtspflanze von Uromyces ervi sind Wicken (Vicia spp.). Der Pilz ernährt sich von den im Speichergewebe der Pflanzen vorhandenen Nährstoffen, seine Sporenlager brechen später durch die Blattoberfläche und setzen Sporen frei. Die Art durchläuft einen makrozyklischen Entwicklungszyklus mit Spermogonien, Aecien, Telien und Uredien. Als autoöker Parasit macht sie keinen Wirtswechsel durch.